# Amtsgericht Chemnitz

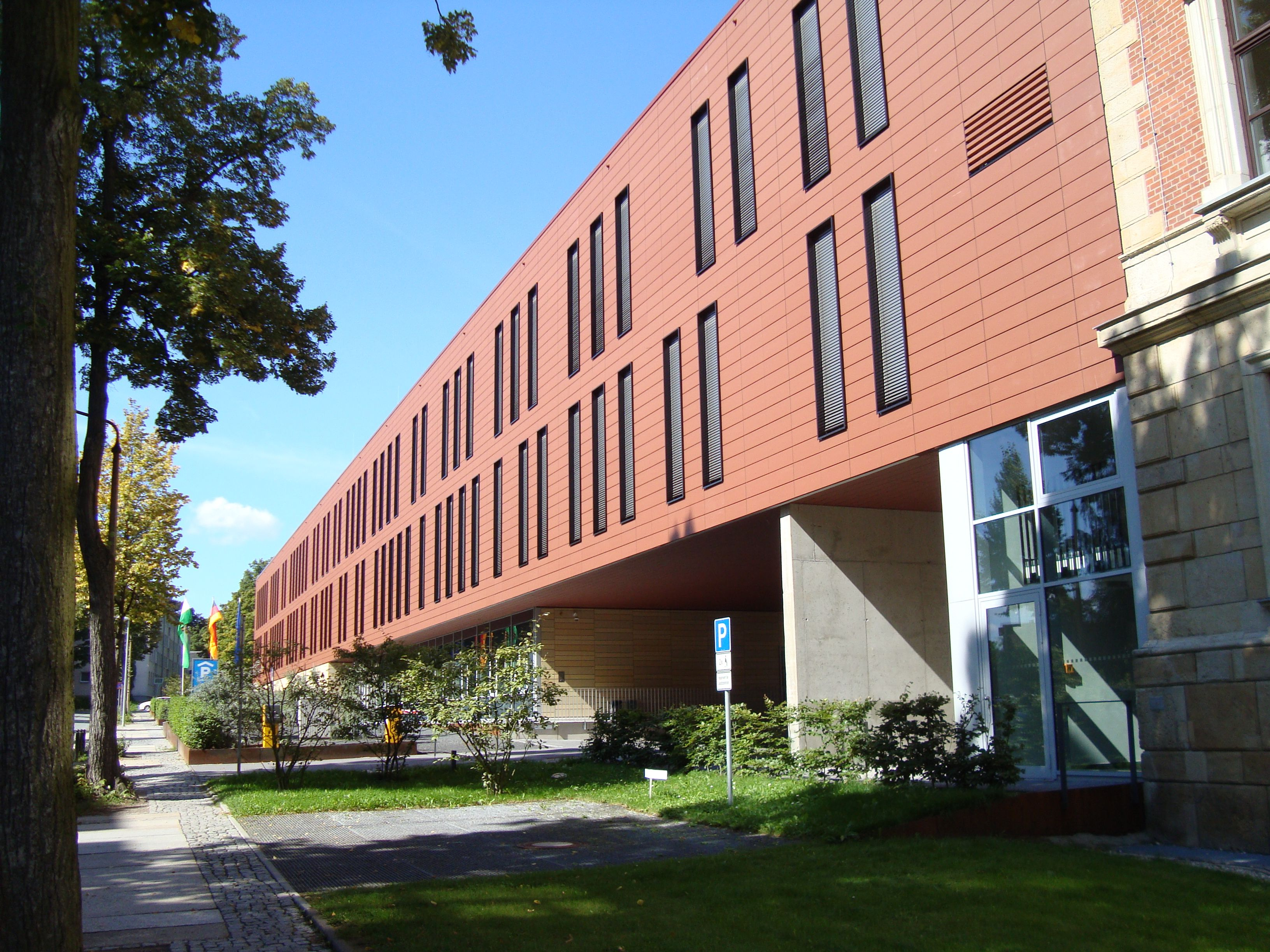
Amtsgericht Chemnitz (2010)

Das Amtsgericht Chemnitz ist ein Gericht der ordentlichen Gerichtsbarkeit und eines von insgesamt 25 Amtsgerichten im Freistaat Sachsen.

## Gerichtssitz und -bezirk
Der Gerichtsbezirk des Amtsgerichtes Chemnitz umfasst das Gebiet der Stadt Chemnitz (§ 1 Abs. 4, Anlage Nr. 5 Sächsisches Justizgesetz). Der Sitz des Gerichtes befindet sich in Chemnitz, Gerichtsstraße 2.

## Übergeordnete Gerichte
Dem Amtsgericht Chemnitz übergeordnet ist das Landgericht Chemnitz. Im weiteren Instanzenzug sind das Oberlandesgericht Dresden sowie der Bundesgerichtshof übergeordnet.
Das Amtsgericht Chemnitz ist – neben den Amtsgerichten Dresden und Leipzig – eines der drei Präsidialamtsgerichte in Sachsen. Die Dienstaufsicht über das Amtsgericht Chemnitz als Justizverwaltungsbehörde (d. h. die nicht-richterliche Tätigkeit) obliegt daher dem Präsidenten des Oberlandesgerichtes Dresden. Dienstaufsichtsbehörde aller anderen Amtsgerichten ist der Präsident des jeweiligen örtlichen Landgerichtes und danach der Präsident des Oberlandesgerichtes.

## Geschichte
In Schneeberg bestand bis 1879 das Gerichtsamt Chemnitz als Eingangsgericht. Im Rahmen der Reichsjustizgesetze wurden 1879 im Königreich Sachsen die Gerichtsämter aufgehoben und Amtsgerichte, darunter das Amtsgericht Chemnitz, geschaffen. Der Gerichtssprengel umfasste Chemnitz, Adorf, Altchemnitz, Altendorf mit Häusern am Kappelbach, Altenhain mit Ripps, Berbisdorf, Bernsdorf, Borna, Burkhardtsdorf, Draisdorf, Eibenberg, Einsiedel, Erfenschlag, Euba, Furth mit Häusern am Küchenwald, Gablenz, Glösa, Grüna, Harthau, Heinersdorf, Helbersdorf, Hilbersdorf, Kappel, Kemtau,  Klaffenbach, Kleinolbersdorf (Olbersdorf, Albertsdorf), Leukersdorf mit alter und neuer Gasse, Markersdorf mit neuem Anbau, Mittelbach mit Landgraben (anteilig), Neukirchen mit Neusorge, Neustadt mit Höckericht, Niederhermsdorf, Niederrabenstein, Oberhermsdorf mit Adelsberg, Oberrabenstein, Reichenbrand mit Sieben und der Harth, Reichenhain, Rottluff, Schloßchemnitz, Schönau, Siegmar, Stelzendorf, sowie für das Chemnitzer und Rabensteiner Forstrevier. Das Amtsgericht Chemnitz war eines von 16 Amtsgerichten im Bezirk des Landgerichtes Chemnitz. Der Amtsgerichtsbezirk umfasste danach 147.863 Einwohner. Das Gericht hatte damals zwölf Richterstellen und war das größte Amtsgericht im Landgerichtsbezirk.
Mit den Durchführungsbestimmungen zur Vereinfachung der Gerichtsorganisation in Sachsen vom 28. Mai 1951 wurden die Amtsgerichte Limbach-Oberfrohna und Stollberg zu Zweigstellen des Amtsgerichtes Chemnitz erklärt. Mit der Verordnung zur Änderung von Gerichtsbezirken im Lande Sachsen vom 5. Mai 1951 wurden die Gerichtsbezirke in der DDR an die Landkreise angepasst. Der Sprengel des Amtsgerichtes Chemnitz war damit der Stadtkreis Chemnitz und der Kreis Chemnitz-Land. Mit der Verwaltungsreform von 1952 wurde das Amtsgericht Chemnitz aufgehoben und das Kreisgericht Chemnitz (ab 1953: Karl-Marx-Stadt-Land) an seiner Stelle neu geschaffen. Gerichtssprengel war weiter der Kreis Chemnitz/Karl-Marx-Stadt-Land. Nach der Wiedervereinigung wurde das Amtsgericht Chemnitz 1992 gemäß dem Sächsischen Gerichtsorganisationsgesetz neu eingerichtet.